# メジディイェ (防護巡洋艦)
メジディイェ（オスマン語:  مجيديه Medjidieh, トルコ語:Mecidiye）は、オスマン帝国海軍の防護巡洋艦である。スルタン・アブデュルメジドにちなんで命名された。ロシア帝国海軍およびウクライナ所属時は、プルト川にちなみプルート（ウクライナ語:Прутプルート；ロシア語:Прутプルート）と名付けられていた。

## 概要
本艦はオスマン帝国が自国の沿岸部の防備のためにアメリカのウィリアム・クランプ・アンド・サンズ社に発注して建造した艦である。本艦と同時期にイギリスはアームストロング社エルジック造船所に発注されていた「ハミディイェ」があり、運用上の理由により近似した性能を持つように設計され、武装も当初はイギリス製を採用していた。このため、本艦は同時期のアメリカ海軍の防護巡洋艦よりもイギリス海軍の防護巡洋艦に似た外観を持っていた。

## 艦形

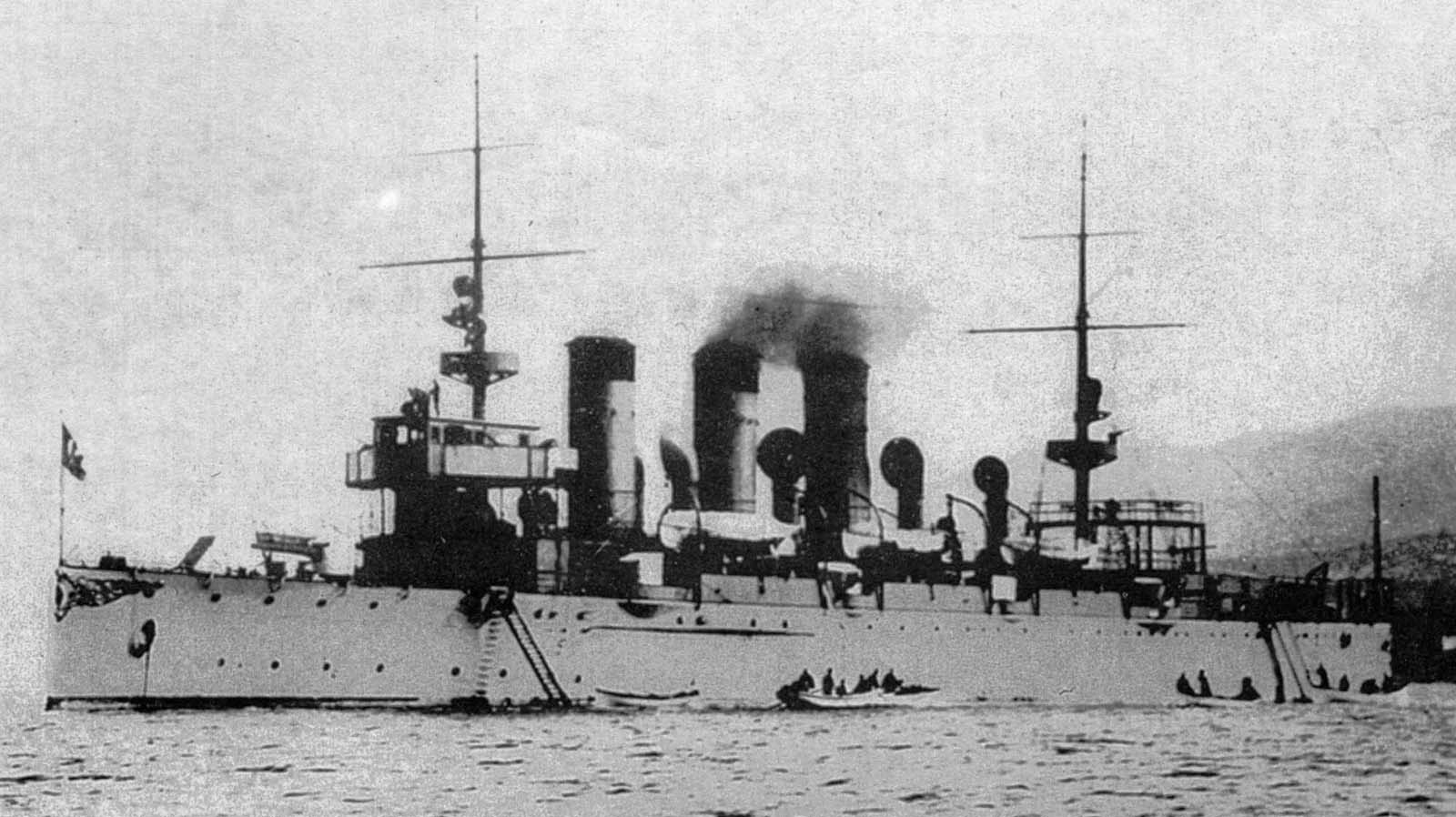
1910年に撮影された本艦。艦首甲板状に防盾の付いた15.2cm速射砲が見える。

本艦の基本設計は「ハミディイェ」と同一である。船体は平甲板型船体で、艦首水面下には未だ衝角（ラム）が付いている。艦橋は下部に司令塔を組み込み、上部には左右に船橋（ブリッジ）を持つ箱型の操舵艦橋を配置した。この艦橋後部を基部として1段の見張り所の上に探照灯を配置した簡素な単脚式の前部マストが立つ。船体中央部には等間隔に並んだ3本煙突が立ち、周囲には煙管型の通風筒が立つ。煙突の背後には見張り所を基部とした単脚式の後部マストが設けられた。武装の配置は、防盾付きの単装砲架の主砲を艦橋前の前甲板と後甲板に各1基を配置し、煙突周囲の舷側甲板上に、同じく防盾の付いた単装砲架の副砲を片舷4基ずつ配置した。

## 武装

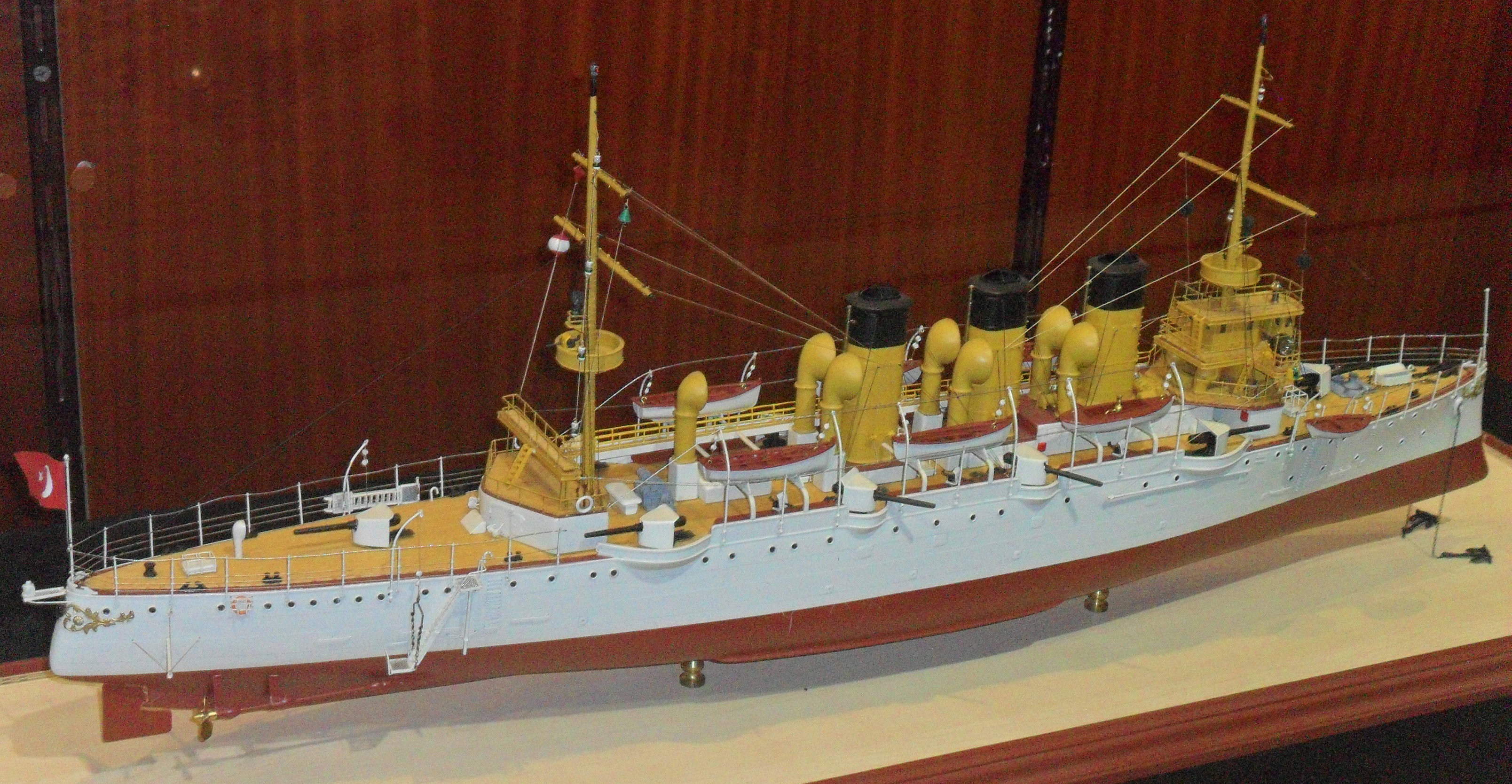
本艦の模型

### 竣工時の武装
本艦の主砲はアームストロング社製1893年型 15.2cm（45口径）速射砲を採用し、これを単装砲架で2基を装備した。この砲は毎分5〜7発を発射でき、最大射程は仰角20度で13,350mに達し、射程2,740mで舷側装甲51mmを貫通できる性能であった。副砲は速射性能を重視し1864年型 12cm（40口径）速射砲を採用した。この砲は毎分5〜6発を発射でき、最大射程は仰角20度で9,050mであった。その他に対水雷艇迎撃用にフランスのオチキス社の製品をイギリスでライセンス生産したオチキス 4.7 cm（43口径）単装機砲を単装砲架で6基6門、同じくオチキス 3.7 cm（23口径）単装機砲を単装砲架で6基6門を装備した。他に対艦攻撃用として38.1cm水中魚雷発射管を単装で2基を装備した。

### 「プルート」時代
本艦はロシア帝国時代に復旧した際に、主砲と副砲が統一され、Pattern 1913 13cm（55口径）速射砲となった。その性能は36.86kgの砲弾を、仰角20度で15,364mまで届かせることができた。この砲を単装砲架で10基を甲板上に配置した。砲架の俯仰能力は仰角25度・俯角5度である。旋回角度は360度の旋回角度を持つが実際は上部構造部により射界を制限された。砲身の俯仰・砲塔の旋回・砲弾の揚弾・装填は主に人力を必要とした。発射速度は1分間に5〜8発と速かった。
また、対空兵装としてPattern 1914/15 76.2cm（30口径）高角砲が単装砲架で2基、甲板上に追加配置された。この砲はガングート級弩級戦艦にも採用されており、その性能は6.5kgの砲弾を、最大仰角65度で最大射高6,100mまで届かせられた。砲架の俯仰能力は仰角65度・俯角5度である。旋回角度は360度の旋回角度を持つが実際は上部構造部により射界を再現された。砲身の俯仰・砲塔の旋回・砲弾の揚弾・装填は主に人力を必要とした。発射速度は1分間に10〜12発と速かった。対水雷艇砲はオスマン帝国時代と変わりは無い。魚雷は45.7cm魚雷に更新された。

## 機関
本艦の機関はニクローズ式石炭専焼水管缶16基と3弾膨張式4気筒レシプロ機関2基2軸推進を組み合わせ、公試において最大出力13,396馬力で速力22ノットを発揮したが、1914年頃には老朽化により速力は18ノットにまで低下した。このため、トルコ海軍時代に於いて1925年から1926年にかけて近代化改装が行われた際に、ボイラーをバブコッコス&ウィルコックス式石炭・重油混焼水管缶16基に換装された事により、武装増加に伴う排水量増加にもかかわらず速力は20ノット台にまで回復した。

## 艦歴

### オスマン帝国時代
本艦は、1900年5月にオスマン帝国政府が発注し、1901年にアメリカ合衆国のウィリアム・クランプ・アンド・サンズ社のフィラデルフィア造船所で起工された。1903年7月25日にアブデュルメジド（Abdul-Medjid）として進水、すぐにメジディイェに改称された。1903年12月19日には竣工し、オスマン帝国海軍に配備された。当初の武装はイギリス製の15.2cm砲2 門、12cm砲8 門、47mm砲6 門、37mm砲6 門であった。姉妹艦には、準同型艦のハミディイェがあった。

### バルカン戦争
1912年10月、第一次バルカン戦争の勃発直前の10月7日、「メジディイェ」は、ハイダルパシャに投錨していた。「メジディイェ」は、10月21日から31日、黒海作戦に使用され、まず初めに、ヴァルナ砲撃に参加した。10月21日、艦長アーリフ・ネビー (Arif Nebî)海軍少佐指揮の下「メジディイェ」は、巡洋艦「ハミディイェ」および駆逐艦「ヤーディギャール・ミッレト」と合流し、単縦陣を組んで、13時15分に聖ゲオルギー岬に接近し、「ハミディイェ」が砲撃を開始、13時25分、「メジディイェ」も砲撃を開始、14時に砲撃を停止した。オスマン戦隊は、3隻のブルガリア水雷艇が出港しようとしているのを目視し接近した。この動きを見たブルガリア水雷戦隊は、15時05分に遠距離から砲撃を開始し、陸上砲台も、自軍の水雷艇を支援するため、砲撃を加えたがオスマン側に損害を与えることはできなかった。オスマン戦隊は、沿岸の砲台の一部、電気施設、灯台を破壊した後、16時に砲撃を停止した。「ハミディイェ」は、海軍省から半分だけ解読された暗号電文を受け取り、コンスタンツァからイスタンブールに向け航行中の汽船「ダフニ」の保護を命令されているものと解釈した。この間、「メジディイェ」にヴァルナ周辺の大砲の、「ヤーディギャール・ミッレト」に機雷の探査の任務を与えた後、「ハミディイェ」は、コンスタンツァ-イスタンブール航路に向かったが、「ダフネ」を発見できなかった。「メジディイェ」は、10月24日、ヴァルナの監視を継続した。同日、「ヤーディギャール・ミッレト」は石炭が尽きかけてイスタンブールに召喚され、代わりに「メジディイェ」には駆逐艦「ニュムーネィ・ハーミイェト」がつけられた。「メジディイェ」は、この駆逐艦を監視任務のためにブルカスに送った後、ブルガリアに対して示威運動を行おうとし、ヴァルナ要塞司令官に応答を求めたが返信は無かったため、沿岸の24センチ砲台に砲撃を加えた。砲台も応戦した。「メジディイェ」からの報告によれば、砲台の一部とガラタ灯台を破壊した。
リムノス島沖海戦（en:Naval Battle of Lemnos）では、ギリシャ海軍の旗艦の装甲巡洋艦「イェロギオフ・アヴェロフ」と海防戦艦「プサラ」に対し、15センチ砲弾101発、12センチ砲弾40発を撃ったが、命中弾は無かった。

#### 第一次世界大戦
1914年に発生した第一次世界大戦に参戦し、黒海方面を遊弋した。1915年4月3日6時30分、「メジディイェ」は「ハミディイェ」とともに駆逐艦を伴ってオデッサ攻撃に向かう途中、オデッサのヴォロンツォフ灯台沖15海里において左舷に触雷し、汽罐室に浸水して沈没を開始、一部が着底、乗員26名が戦死した。航海記録、暗号電文は消却され、無線送受信機、照準器は破壊され、生存者は「ハミディイェ」により救助された。7時20分、鹵獲を避けるべく、駆逐艦「ヤーディギャール・ミッレト」により魚雷処分が試みられたが、完全には破壊されなかった。

### ロシア帝国時代

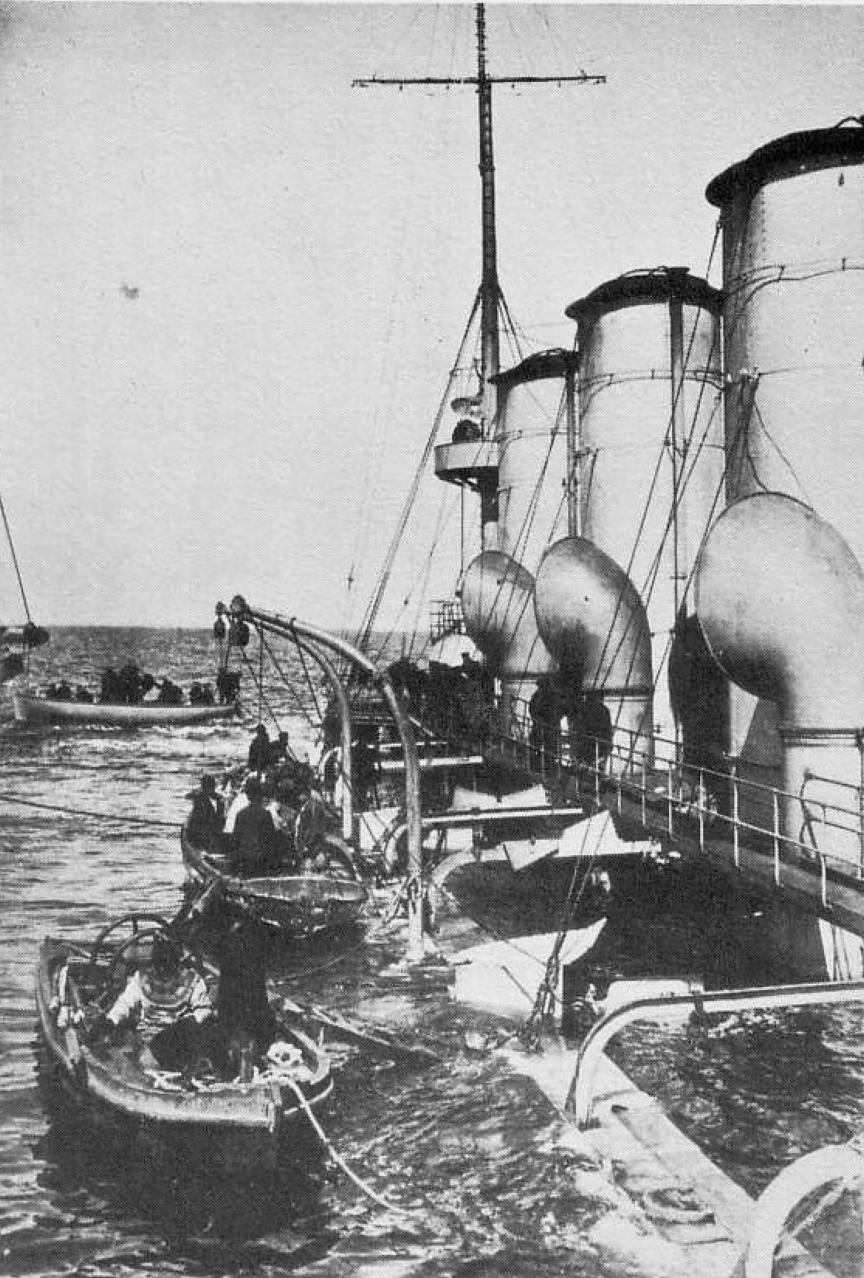
1915年に撮影されたオデッサ沖で着底した本艦。

その後間もなく、ロシア帝国は同艦の引き上げによる鹵獲を図った。6月9日、船体の引き揚げに成功したロシア帝国海軍によりオデッサに曳航され、6月26日、修理の上、黒海艦隊所属とされ、就役の前年に戦没した同名艦から継承する形で「プルート」と改名された。
1916年2月25日、破孔を塞ぎ上部構造物を一新するなど大規模な修理を行い、実戦配備に就いた。艦の修理と並行し、全装備品をロシア式に換装した。もとの艦砲類は陸に揚げられ、オデッサ港の防衛線の補強に生かされた。本艦の新たな主武装として、砲架を最大仰角25度まで引き上げられた「Pattern 1913 13cm（55口径）速射砲」を単装砲架で10門を搭載した。これは、ニコラーエフにて建造中であった弩級戦艦「インペラートル・アレクサンドル3世」の副砲の一部を譲られたものであった。また、艦の上部構造も一部変更された。「プルート」は、黒海艦隊の一艦としてオスマン帝国を相手に、トラブゾン侵攻作戦 (Trebizond Campaign)などに参加した。

#### ギャラリー

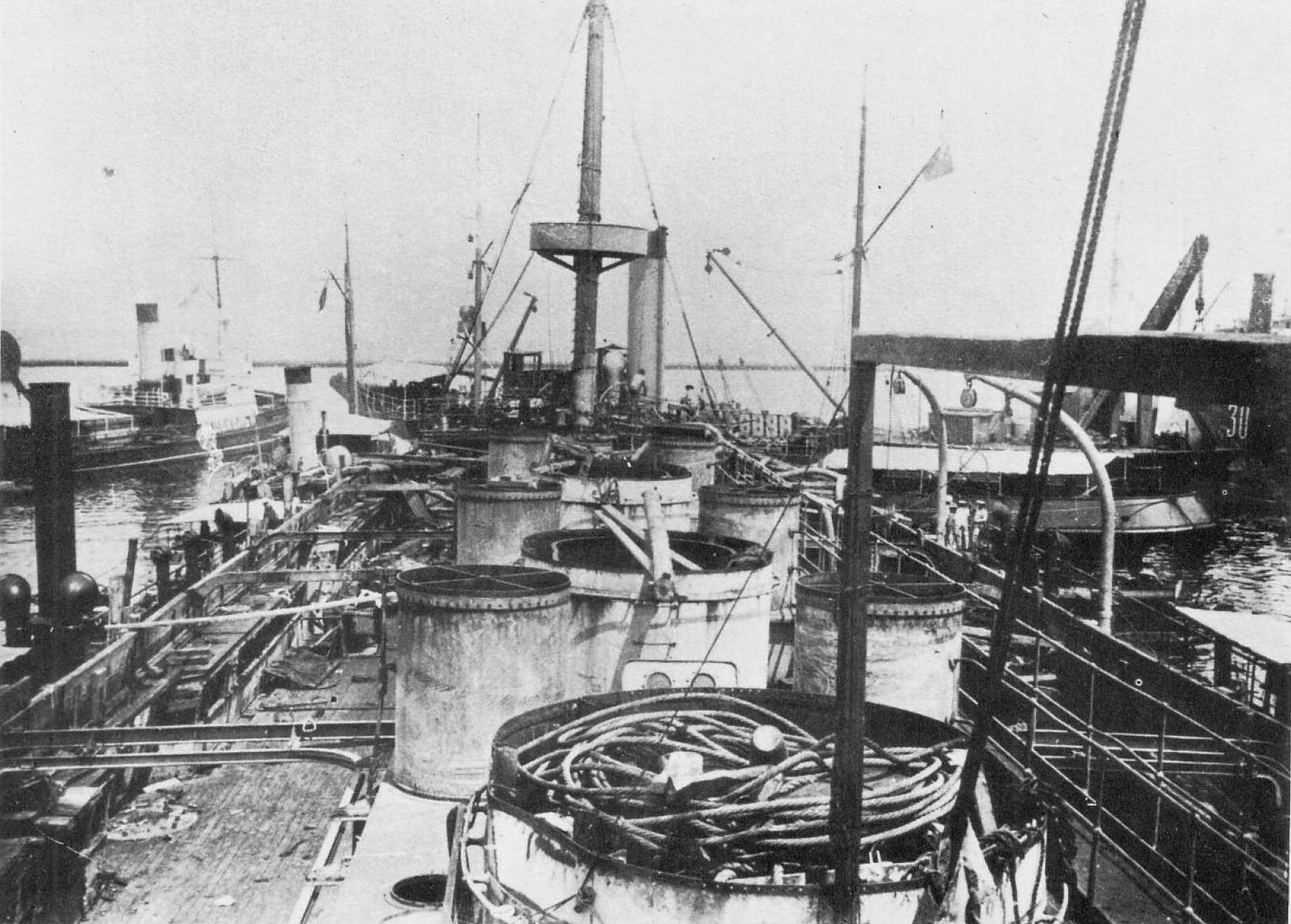
ロシア海軍によって浮揚されて間もない、艦上構造物の修理中本艦
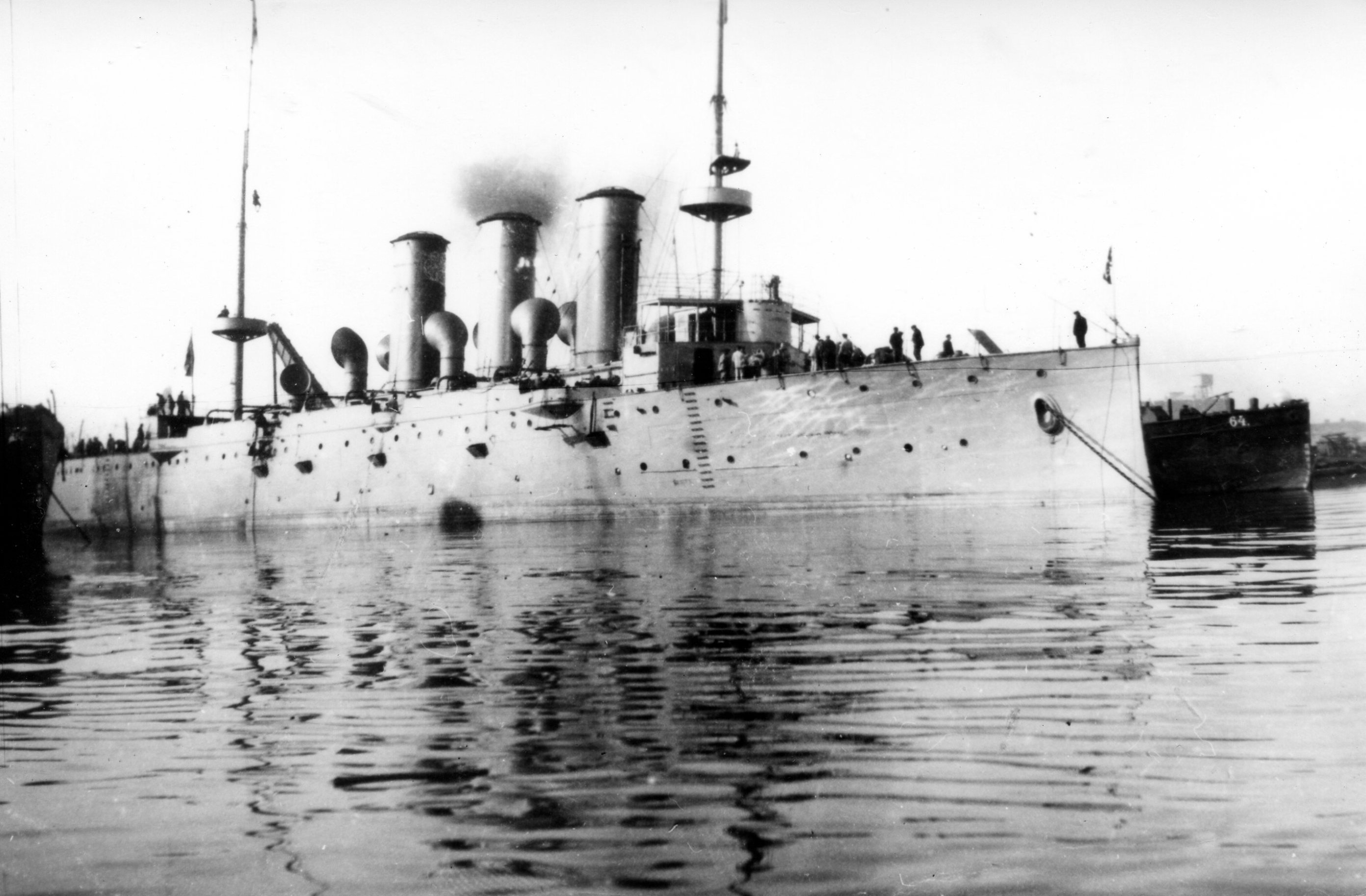
まだ武装を施されていない本艦
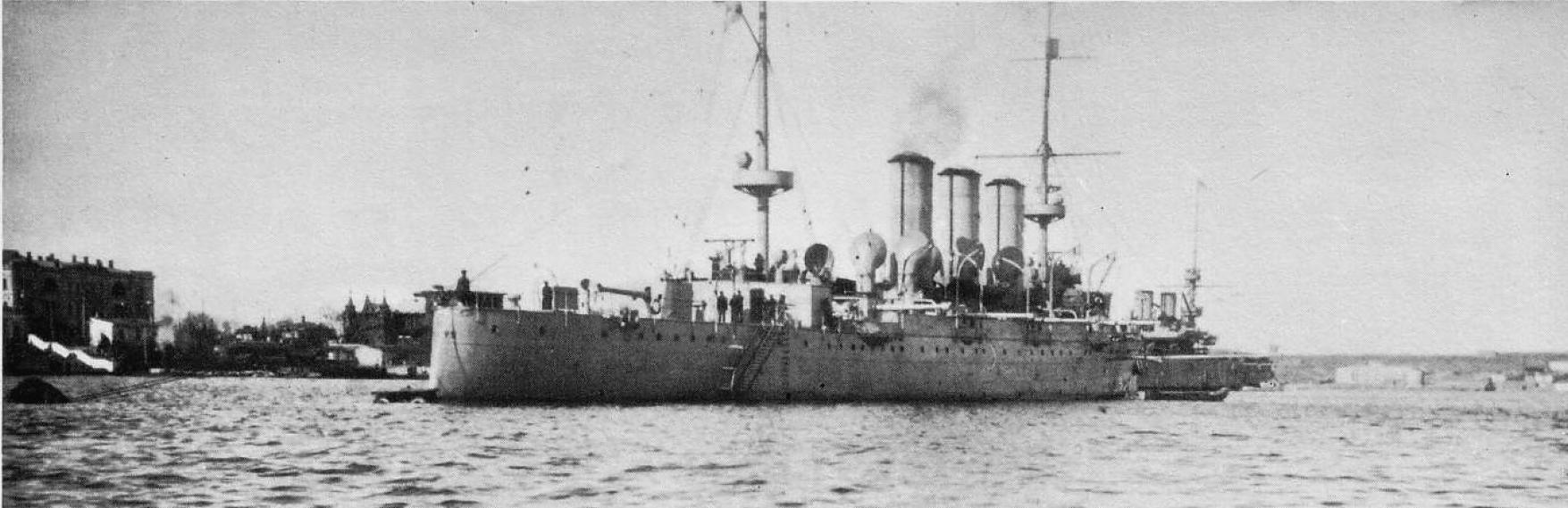
ロシア製の武装を搭載した「プルート」時代の本艦

### ロシア内戦
1917年3月に二月革命が起こると、プルートは他の黒海艦隊所属艦艇とともに臨時政府の所属となった。十月革命が起こると、プルートは他の黒海艦隊艦船とともにウクライナ国旗を掲げたが、ウクライナへ侵攻したボリシェヴィキの赤軍がセヴァストーポリを占領した際に接収され、赤色黒海艦隊所属となった。

### ウクライナ時代
1918年2月9日のブレスト＝リトフスク単独講和により中央同盟国と同盟したウクライナ人民共和国は、破竹の勢いでウクライナの地を回復した。ウクライナ側の主張によれば、4月29日にはムィハーイロ・サーブリン少将の命でプルートはウクライナ国旗を再び掲揚した。この日、ボリシェヴィキの扇動を受けた一部の艦船がボリシェヴィキ支配下のノヴォロシースクへ向けて出港しようとしたが、セヴァストーポリ湾へ侵入したオスマン帝国海軍の巡洋戦艦「ヤウズ・スルタン・セリム」と防護巡洋艦「ハミディイェ」の砲撃によってそのほとんどが湾内に押し戻された。プルートは、この出港には参加しなかった。
ウクライナ側の主張によれば、プルートは一時的にウクライナ人民共和国とウクライナ国に留まり、5月1日には新たにウクライナ国黒海艦隊司令官にムィハーイロ・オストロフラードシクィイが任命され、黒海艦隊艦艇はウクライナ国に掌握された。しかし、この海軍は実権をドイツ帝国軍部に握られていた。ロシア側の主張によれば、このときウクライナ国には海軍は存在せず、黒海艦隊艦艇は「ドイツ帝国黒海艦隊」に編入されたという。。5月4日には、プルートはドイツによる接収を受けた。

### オスマン帝国への返還
1918年5月12日、オスマン帝国海軍に返還され、耐航性が確保された後、7月11日に「ハミディイェ」によりイスタンブールへと曳航されていき、2日後の7月13日に到着した。

### トルコ共和国時代

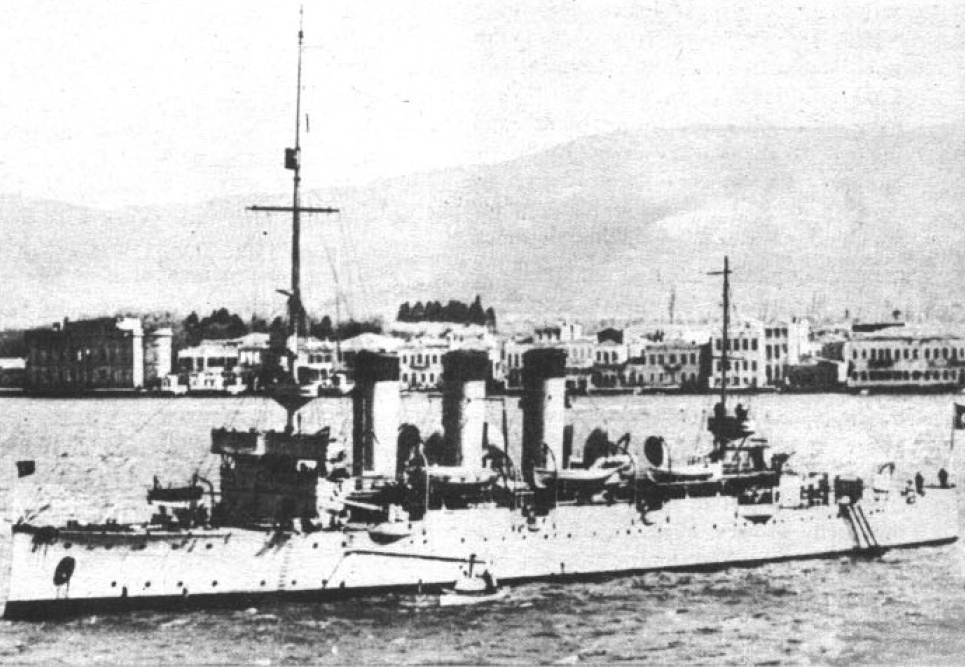
トルコ海軍時代の1940年代に撮影された本艦。

イスタンブールにてオスマン帝国へ引き渡された本艦は、もとの艦名である「メジディイェ」に戻された。その後、帝政は倒されトルコ共和国が成立したが、メジディイェは軽巡洋艦としてトルコ海軍で運用された。1925年からギョルジュク造船所で改装が行われ、1927年6月に再就役した。近代化改装を行った際に13cm速射砲4基と45.7cm魚雷発射管が撤去され、7.6cm速射砲が4基となった。1940年からは、ギョルジュクにおいて士官学校の練習艦となり、1947年3月1日に退役したメジディイェは、1952年から1956年にかけてイスタンブールのカスムパシャで解体された。